# Middelveldsche Akerpolder

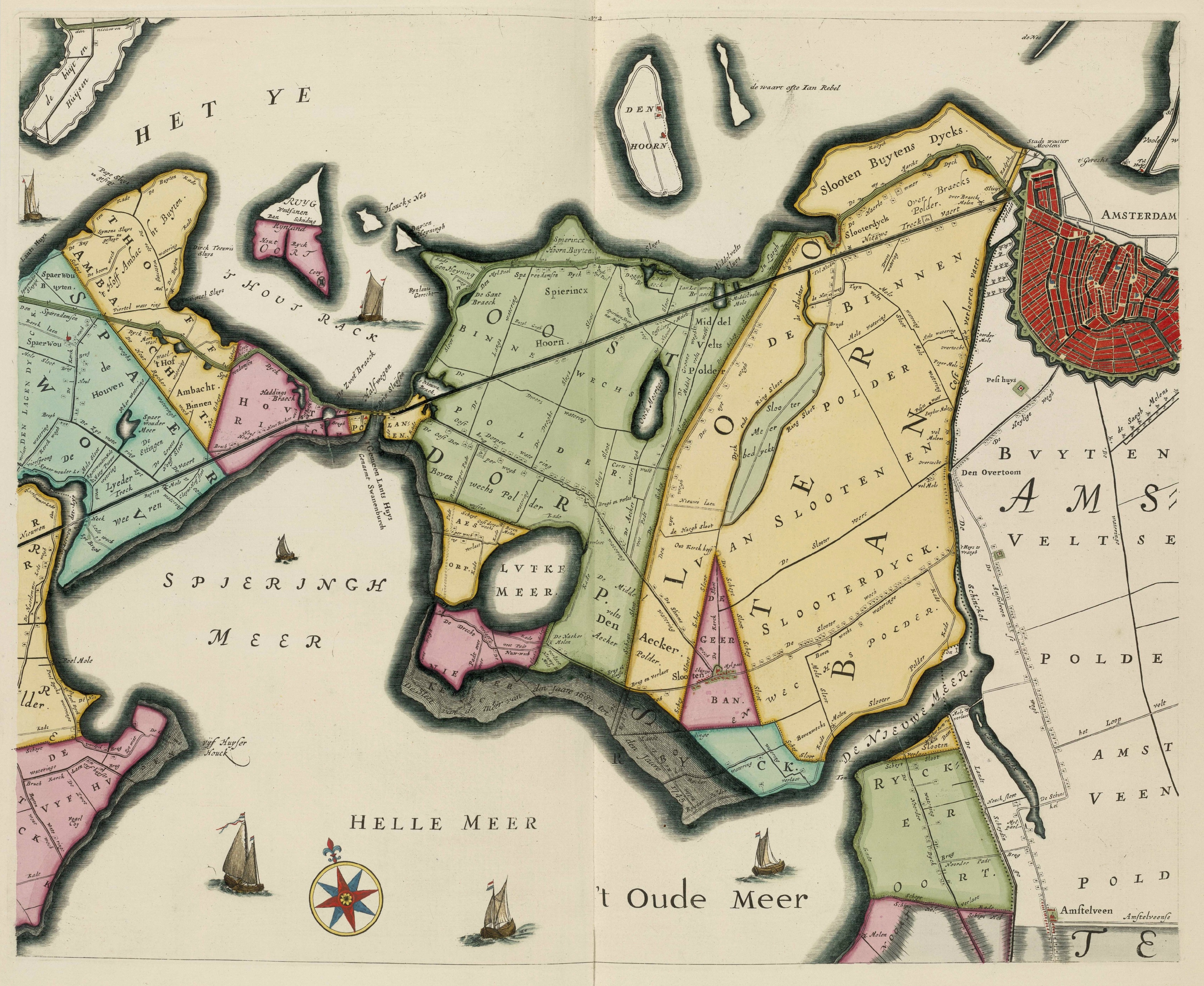
De 'Middel velts Aecker polder' en 'De Naeker Molen' liggen tussen Sloten en het Lutkemeer op deze kaart van het Hoogheemraadschap Rijnland uit 1746.

De Middelveldsche Akerpolder is een polder in het westen van Amsterdam en voor 1921 in de gemeente Sloten in de Nederlandse provincie Noord-Holland.

Oorspronkelijk was dit een veenweidegebied tussen de Osdorperweg en het Haarlemmermeer. Na de inpoldering van dit meer werd het gebied tussen 1876 en 1896 uitgeveend. De bemaling geschiedde met de Akermolen die na ontmanteling in 1921 als molenstomp langs de Ringvaart bleef staan. In de 20e eeuw werd de polder voornamelijk gebruikt als tuinbouwgebied. In de jaren zestig werd het meest westelijke deel van de Tuinstad Osdorp (de wijk De Punt, rond het Dijkgraafplein) in deze polder gebouwd. Vanaf eind jaren tachtig werd de polder verder volgebouwd met de wijk De Aker. In 2004 was deze wijk voltooid en daarmee de polder vrijwel geheel bebouwd. De molenstomp van de Akermolen werd tussen 2008 en 2010 gerestaureerd en is nu in gebruik als theehuis.